# John Bertrand (australijski żeglarz)
 John Edwin Bertrand (ur. 20 grudnia 1946 w Melbourne) – australijski żeglarz sportowy. Brązowy medalista olimpijski z Montrealu.
Zawody w 1976 były jego drugimi igrzyskami olimpijskimi, debiutował w 1972. Trzecie miejsce zajął w klasie Finn (w Monachium był czwarty). W 1976 był również brązowym medalistą mistrzostw świata. 
W 1983 Australia II, której był skiperem, pokonała obrońcę tytułu w regatach o Puchar Ameryki. Po raz pierwszy w historii zwycięzcą okazał się challenger, przerywając ponad stuletnią dominację Amerykanów z New York Yacht Club.